# Otto von Böhtlingk

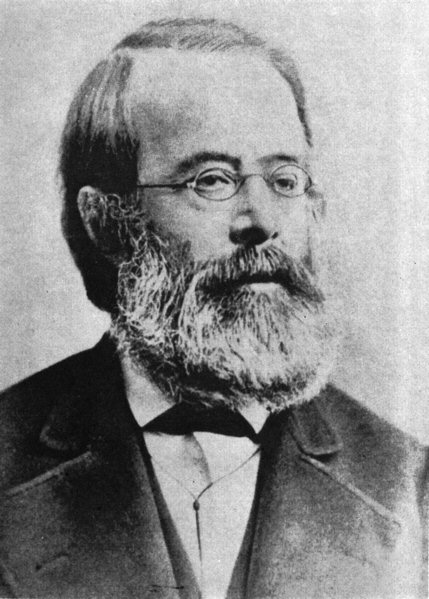
Otto von Böhtlingk

Otto Nicolaus von Böhtlingk (Russisch: Оттон Николаевич Бётлингк, Otton Nikolajevitsj Bötlingk) (Sint-Petersburg, 11 juni 1815 - Leipzig, 1 april 1904) was een Russisch-Duits indoloog en sanskritist. Hij is vooral bekend geworden door zijn Sanskriet-Duits woordenboek. Als auteursnaam gebruikte hij Otto Böhtlingk.

## Leven en werken
Otto von Böhtlingk stamde uit een welgestelde Duitse koopmansfamilie die vanuit Lübeck naar Sint-Petersburg getrokken was. Hij studeerde Arabisch en Perzisch aan de universiteit van Sint-Petersburg. Toen hij echter een werk over de grammatica van het Sanskriet van Franz Bopp had gelezen, waarvan hij diep onder de indruk raakte, was zijn interesse in dit vakgebied opgewekt. In 1835 trok hij naar Duitsland om deze in die tijd nog jonge wetenschap te studeren bij Bopp aan de universiteit van Berlijn. Vandaar uit ging hij naar Bonn om te studeren onder August Wilhelm Schlegel en Christian Lassen.
Op 24-jarige leeftijd publiceerde hij zijn eerste werk, Pāṇini's Grammatica (Pāṇini's acht Bücher grammatischer Regelen), een baanbrekend boek omdat Pāṇini door Böhtlingks vakgenoten als zeer moeilijk te begrijpen werd beschouwd. Enkele jaren later, in 1842, werd hij lid van de keizerlijke wetenschappelijke academie in Sint-Petersburg, op voorspraak van Christian Lassen. Hij vertaalde vele werken uit het Sanskriet, en schreef over de grammatica van die taal. Daarnaast publiceerde hij, in 1851, een grammatica en woordenboek van het Jakoets, Über die Sprache der Jakuten, op basis van de aantekeningen van Alexander von Middendorff, met wie hij ook bevriend was, en op aanwijzingen van een geboren Jakoetsspreker. Böhtlingks levenswerk evenwel is zijn 7-delige woordenboek Sanskriet, dat verscheen tussen 1853 en 1875, in samenwerking met de Veda-kenner professor Rudolph Roth, maar Böhtlingk leverde het overgrote deel van de tekst. Daar tussendoor vond hij de tijd om een verzameling van meer dan 7000 Indische spreuken te publiceren, Indische Sprüche, op alfabetische volgorde, de metrische verzen in de originele taal met daarnaast de Duitse vertaling in proza. In 1868, terwijl hij nog bezig was aan zijn Sanskriet woordenboek, liet hij zich pensioneren en verhuisde hij, eerst naar Jena, later naar Leipzig vanwege zijn vriendschap met de aldaar wonende Slavist August Leskien. Hier huwde hij ook zijn vierde vrouw. In 1875 werd hij benoemd tot Russisch geheimraad, waaraan een adellijke titel verbonden was, die hij in de praktijk echter niet gebruikte. Ondanks zijn pensionering bleef hij doorwerken en tussen 1879 en 1889 verscheen zijn ingekorte versie van zijn woordenboek, Sanskrit-Wörterbuch in kürzerer Fassung, en een vernieuwde uitgave van Pāṇini's Grammatica, Pāṇini's Grammatik mit Übersetzung, 1887. Ondanks zijn slechter wordende zicht en andere ouderdomsproblemen bleef hij publiceren; nog op 80-jarige leeftijd verschenen er een aantal korte werken van zijn hand die opgenomen werden in de Berichten der königlichen sächsischen Gesellschafft der Wissenschaften.
Otto von Böhtlingk stierf, na een zwaar ziekbed, op Goede Vrijdag, 1 april 1904. Hij werd 88 jaar oud.

### Briefwisseling
- Otto Böhtlingk an Rudolf Roth. Briefe zum Petersburger Wörterbuch 1852-1885, A. Stache-Weiske, Veröffentlichungen der Helmuth von Glasenapp-Stiftung, Harrassowitz Verlag, Wiesbaden 2007

## Secundaire literatuur
- Festgruß, ter gelegenheid van zijn 50-jarige jubileum, Stuttgart 1888
- Reden und Aufsätze, L. von Schroeder, p. 315-325, Otto Böhtlingk, necrologie, Leipzig 1913. Oorspronkelijk gepubliceerd in Neue Freie Presse, 17 april 1904